# Jonathan Nelson
Jonathan Nelson (Mansfield, 6 maggio 1988) è un giocatore di football americano statunitense che gioca nel ruolo di cornerback nella National Football League (NFL) e attualmente è free agent. Fu scelto nel corso del settimo giro (229º assoluto) del Draft NFL 2011 dai St. Louis Rams. Al college ha giocato a football all'Università dell'Oklahoma.

## Carriera professionistica

### St. Louis Rams
Nelson fu scelto dai St. Louis Rams nel corso del settimo giro del Draft 2011. Fu svincolato il 13 settembre 2011.

### Carolina Panthers
Nelson firmò coi Carolina Panthers il 16 novembre 2011, venendo promosso nel roster attivo il 23 novembre. Debuttò come professionista partendo come titolare nella penultima gara della stagione contro i Tampa Bay Buccaneers in cui mise a segno 7 tackle, 1 intercetto e 1 passaggio deviato. Scese in campo anche nel turno successivo in cui fece registrare 2 tackle contro i New Orleans Saints. White fu svincolato dopo la pre-stagione 2012.

## Vittorie e premi
Nessuno

## Statistiche
| Partite totali      | 2   |
| Partite da titolare | 1   |
| Tackle              | 9   |
| Sack                | 0,0 |
| Intercetti          | 1   |

Statistiche aggiornate alla stagione 2012